# Erupción misteriosa de 1808

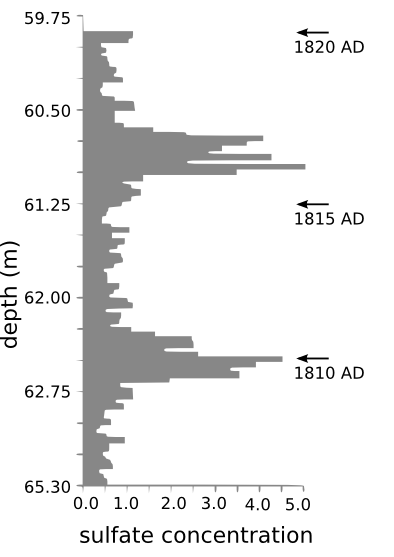
Concentración de sulfato en un testigo de hielo tomado en Groenlandia central, fechado a partir de variaciones estacionales de isótopos de oxígeno. El registro de la erupción misteriosa se observa antes de 1810. El pico observable después de 1815 corresponde a la erupción del Tambora.

Se cree que una colosal erupción volcánica, con un índice de explosividad volcánica (IEV) de 6, ocurrió a finales de 1808, contribuyendo a un periodo de disminución global de la temperatura que duró por años, disminución que fue exacerbada por la erupción del Tambora (IEV 7) en 1815.

## Antecedentes
Antes de 1990, el deterioro global del clima en la década de 1810 era considerado normal por los climatólogos, entendido este como parte del periodo de la Pequeña Edad de Hielo. Durante estudios de testigos de hielo en la Antártida y en Groenlandia durante la década de 1990, se encontró evidencia de una erupción volcánica masiva a comienzos de 1809, sin embargo, para entonces no existía ningún tipo de registro histórico respecto a erupciones volcánicas de gran magnitud durante dicho período. Investigaciones posteriores, junto con el análisis dendrocronológico de varios pinos, señalaban a 1808 como el año de la erupción.

## Localización y fecha
Los vulcanólogos se encontraron sorprendidos no solo por la revelación de la erupción, sino también por la falta de registros históricos acerca de la misma. Se buscó evidencia sobre la misma en todo el mundo, siendo esta finalmente encontrada en 2014 cuando Álvaro Guevara-Murua y Caroline Williams, de la Universidad de Bristol, localizaron una descripción hecha por Francisco José de Caldas acerca de una serie eventos atmosféricos consistentes con una erupción volcánica. 
Caldas sirvió como director del Observatorio Astronómico de Bogotá entre 1805 y 1810, y reportó en 1809 que gran parte de Colombia «se ha visto cubierta por una nube muy ligera», la cual le restaba brillo al sol y a las estrellas. Caldas observó el fenómeno por primera vez el 11 de diciembre de 1808, y señaló junto a este una marcada disminución de la temperatura en Bogotá. La nube pudo haber sido una niebla seca compuesta por ácido sulfúrico en aerosol, emisión recurrente durante erupciones volcánicas. Observaciones similares fueron realizadas en Lima por Hipólito Unanue.
Los reportes analizados han llevado a sugerir a los investigadores que la erupción ocurrió en un periodo de 14 días antes o después del 4 de diciembre de 1808. Las observaciones de Caldas y Unanue indicaron la existencia de un velo de aerosol estratosférico de al menos 2600 km de extensión en ambos hemisferios. El único origen para tal velo sería un volcán ubicado en la zona intertropical.
La única área en los trópicos al occidente de Colombia y Perú, con volcanes potencialmente explosivos y con poca presencia humana durante el periodo en cuestión es la del Océano Pacífico suroccidental, entre Indonesia y Tonga. Esta área presenta varios volcanes altamente explosivos como el Rabaul y el Ambrym, y en 1808 carecía, salvo algunos misioneros en Tahití, de asentamientos europeos. Aparte de la observación esporádica por parte de exploradores, la mayoría de la observación volcánica en esta zona solo se ha dado desde mediados del siglo XIX. Pese a que existen relatos orales sobre erupciones entre los pobladores nativos de la región, estos no han podido ser fechados de manera precisa.

## Erupciones conocidas en 1808
En 1808 se presentaron erupciones volcánicas de importancia en Urzelina, entre el 1 y el 4 de mayo, y en el Taal, en marzo. Ninguna de las dos ocurrió en el periodo de las observaciones hechas en Sudamérica.